# Vincenzo Peruggia

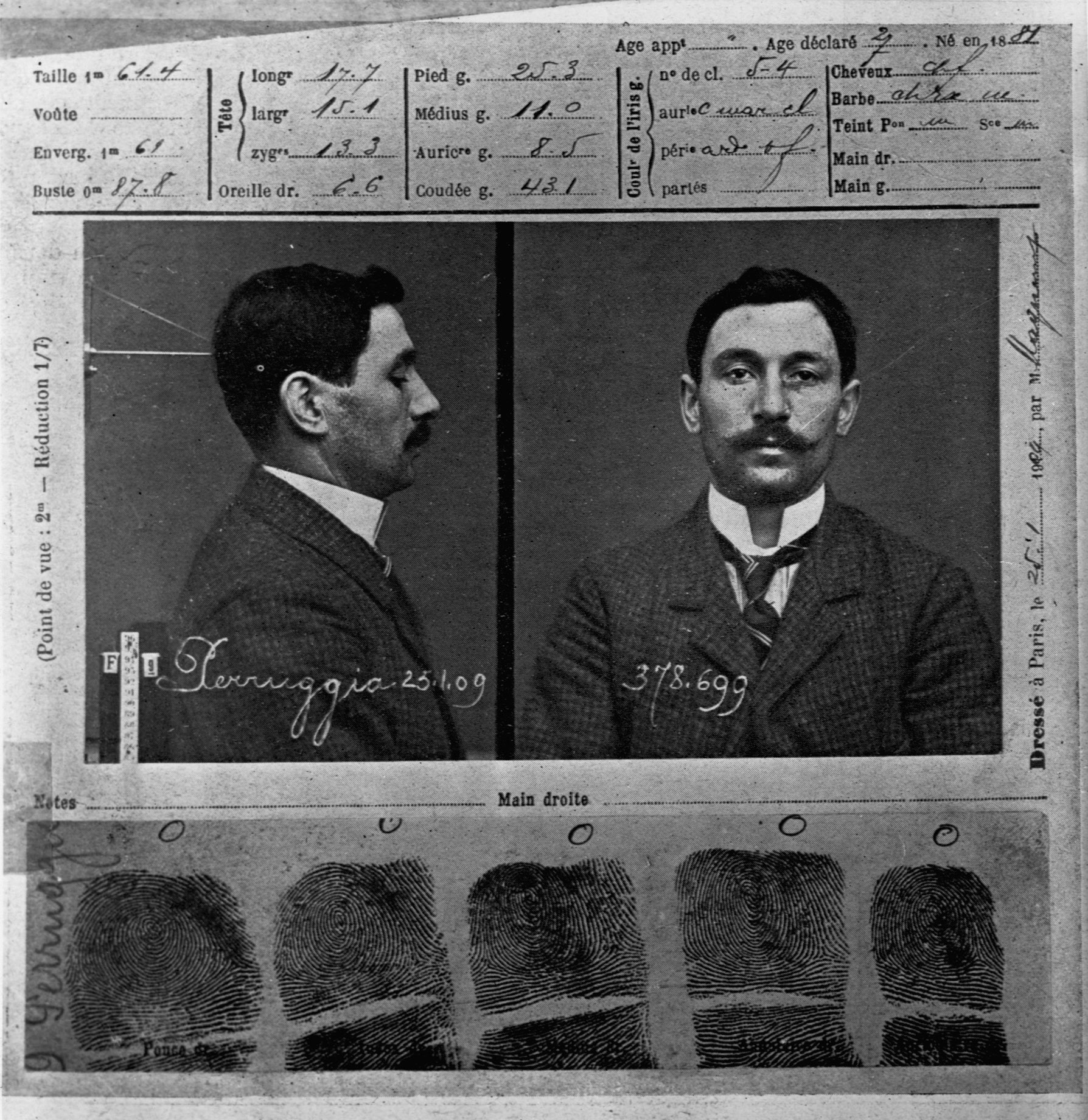
Vincenzo Peruggia

Vincenzo Peruggia (Dumenza, 8 oktober 1881 - Saint-Maur-des-Fossés, 8 oktober 1925) was de man die in 1911 de Mona Lisa ontvreemdde uit het Louvre.
In 1911 stal Peruggia het (thans) beroemdste schilderij ter wereld, de Mona Lisa uit het Louvre-museum te Parijs. Als voormalig werknemer van het museum kon hij eenvoudig in en uit het gebouw lopen, iedereen kende hem. Er zijn verschillende theorieën over hoe hij precies het schilderij heeft ontvreemd. Feit is dat op 22 augustus 1911 de Franse schilder Louis Béroud het schilderij niet op de vaste plek in de Salon Carré aantrof.
Twee jaar later dook het schilderij op in Italië. Peruggia verklaarde dat hij het schilderij had teruggebracht naar Italië waar het hoorde. Hij vond dat Napoleon destijds het doek had gestolen. Het schilderij zou in het Uffizi te Florence moeten komen te hangen. Andere theorieën zijn minder positief over de dief. Hij wilde gewoon geld hebben voor het schilderij.
Uiteindelijk ging de Mona Lisa terug naar Parijs, werd Peruggia veroordeeld tot meer dan een jaar gevangenisstraf, maar zat slechts enkele maanden daarvan uit. Hij keerde terug naar Frankrijk, waar hij in 1925 overleed.